# Häcksörens naturreservat
Häcksörens naturreservat är ett naturreservat i Älvkarleby kommun i Uppsala län.
Området är naturskyddat sedan 2021 och är 76 hektar stort. Reservatet ligger vid kusten nordost om Skutskär och består avl övskogar, barrnaturskog och sandstränder.